# Boltaña
Boltaña là một đô thị trong tỉnh Huesca, Aragon, Tây Ban Nha. Theo điều tra dân số 2004 (INE), đô thị này có dân số là 870 người. 
Đô thị này có diện tích 139,5 km², nằm trên độ cao 643 m trên mực nước biển và cách tỉnh lỵ 96 km.